# Kamtenga
Kamtenga är en ort i Burkina Faso.   Den ligger i provinsen Province du Bam och regionen Centre-Nord, i den centrala delen av landet, 110 km norr om huvudstaden Ouagadougou. Kamtenga ligger 338 meter över havet och antalet invånare är 737.
Terrängen runt Kamtenga är platt. Närmaste större samhälle är Tèmnaoré, 13,4 km nordost om Kamtenga.
Trakten runt Kamtenga består i huvudsak av gräsmarker. Runt Kamtenga är det ganska tätbefolkat, med 116 invånare per kvadratkilometer.